# Flyktkapitalbyrån
Flyktkapitalbyrån var en svensk myndighet som skapades sommaren 1945 och verksam fram till 1956. Byrån bildades för att kartlägga tysk egendom i Sverige med anledning av de allierades resolution i Bretton Woods i New Hampshire 1944. Resolutionen syftade till att stoppa Tyskland som en krigförande nation i framtiden, efter att landet startade andra världskriget. Detta genom att Tyskland utomlands inte skulle kunna säkra kapital som de skulle kunna komma att använda i ett framtida krig. 
De allierade krävde att få överta de tyska tillgångarna i Sverige. Det beslutades dock att dessa tillgångar skulle beläggas med kvarstad och sedan säljas. Del av behållningen skulle sedan överföras till de tre västliga ockupationsmakterna i Tyskland för att fördelas till tyska hushåll. Många företag som hade haft tyska ägare, i många fall sedan före 1920, såldes, exempelvis Landsverk som ägdes av Gutehoffnungshütte genom sitt nederländska dotterbolag Rollo. Även tyska privatpersoners egendom konfiskerades med vissa undantag, undantagen avsåg framförallt i Sverige bosatta tyskars egendom samt svenskfödda tyskors arvegods. Tyska ägare skulle kompenseras av de allierade. 
Likvidationer startades 1946 efter ett avtal (Washingtonavtalet eller Washingtonöverenskommelsen) mellan Sverige och de tre västallierade, och ett svenskt riksdagsbeslut som godkände detta avtal. Genom avtalet hävdes också en svartlistning i USA av svenska företag. Flyktkapitalbyrån var verksam fram till 1956, då denna avvecklades efter ett avtal med Västtyskland. Efter detta senare avtal fick tyskar och tyska företag rätt att ha tillgångar i Sverige samt att återköpa sin tidigare egendom, det senare utnyttjades bland annat av Osram.
Inkomna medel kom att hanteras som ett konkursbo. Efter att svenska staten ersatts med de belopp som utbetalts till ockupationsmakterna för det tyska folkhushållets räkning (150 miljoner) samt med 64 miljoner för återlämnat guld till Belgien och Nederländerna, fick gäldenärer ut 30 % av sina fordringar.

## Tyskgruvorna
Begreppet "Tyskgruvorna" tillkom för att beteckna de gruvor i Sverige som ägdes av tyska företag och privatpersoner. Den så kallade Tyskgruvekommittén som ingick i Flyktkapitalbyrån bedömde att vissa av de gruvor som tidigare ägts av tyska intressen och övertagits av flyktkapitalbyrån var lönsamma och gick att driva vidare. Man föreslog att dessa skulle samlas i ett statligt gruvbolag, AB Statsgruvor.

## Exempel på tyskgruvor
- Blötbergets gruva
- Håksbergs gruvor
- Ivikens gruva
- Ickorrbottens gruvor
- Källbottens gruva
- Lekombergs gruva
- Stollbergs gruva
- Sörviks gruva
- Tyskgruvan